# Armmesser

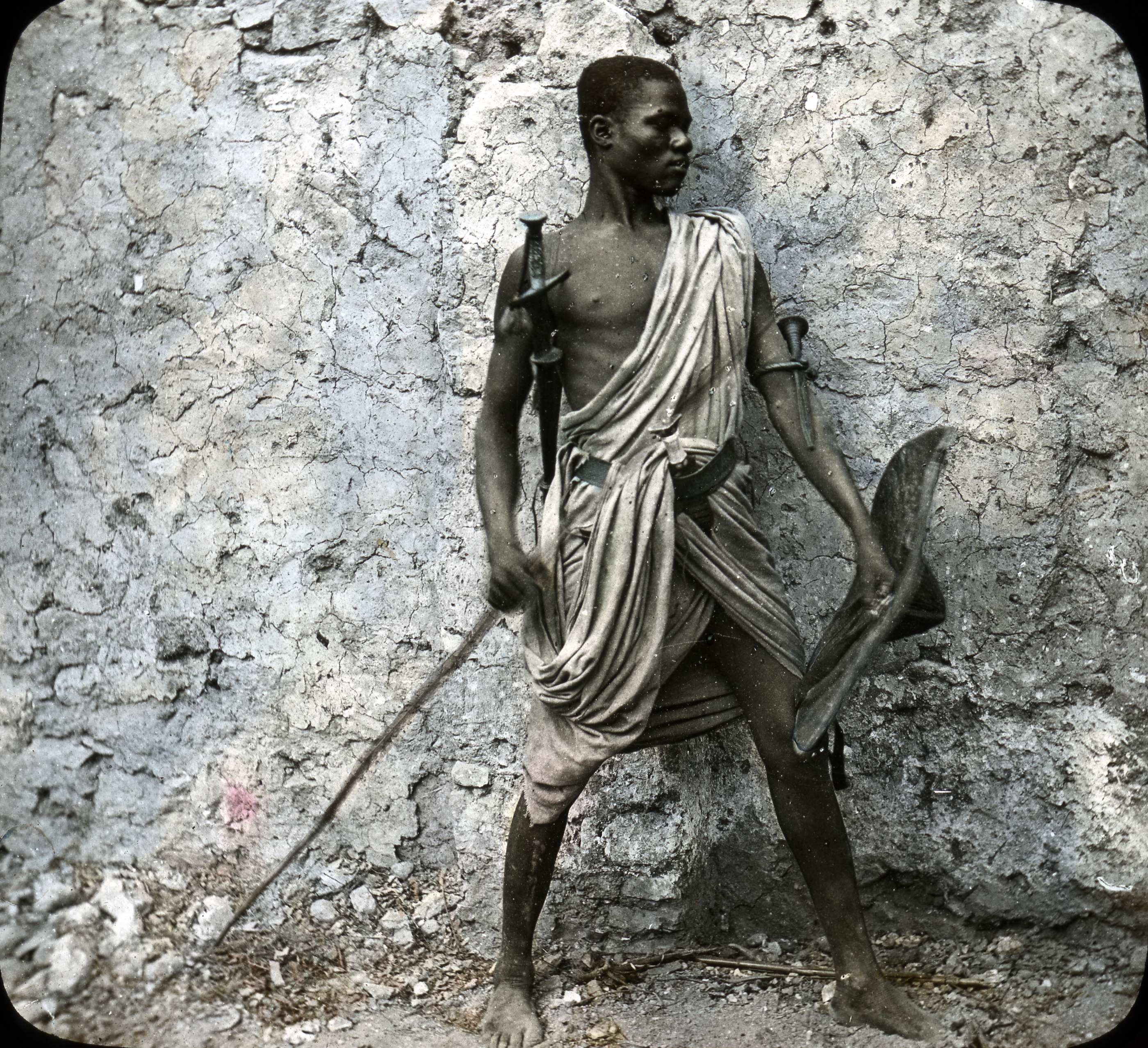
Nubischer Krieger mit einem Armdolch am linken Oberarm

Ein Armmesser ist eine Stichwaffe (Messer, Dolch und Ähnliches), welche in einer am Arm befestigten Scheide getragen wird. Diese Trageform ist vor allem in Nordafrika bekannt: bei den Tuareg als Telek-Dolch, bei den Nubiern als Nubischer Armdolch und im alten Ägypten. Die Tuareg und die Nubier nutzen die traditionelle Trageweise zum Teil noch heute.
In der Fiktion treten am Unterarm befestigte und verdeckt getragene Springmesser bzw. -klingen in Filmen (z. B. Marathon Man, Smokin’ Aces, Saw) oder in Computerspielen (z. B. Assassin’s Creed) auf.